# Scheinastern
Die Scheinastern oder Vernonien (Vernonia) sind eine Pflanzengattung in der Familie der Korbblütler (Asteraceae). Es sind etwa 20 Arten (früher waren etwa 1000 Arten in dieser Gattung zusammengefasst). Alle Arten nach heutiger enger Auffassung (nach H. Robinson 1999) der Gattung sind in der Neuen Welt verbreitet; die meisten Arten auf dem nordamerikanischen Kontinent, nur zwei bis drei Arten in Südamerika und eine Art (Vernonia blodgettii) auf den Bahamas.

## Beschreibung

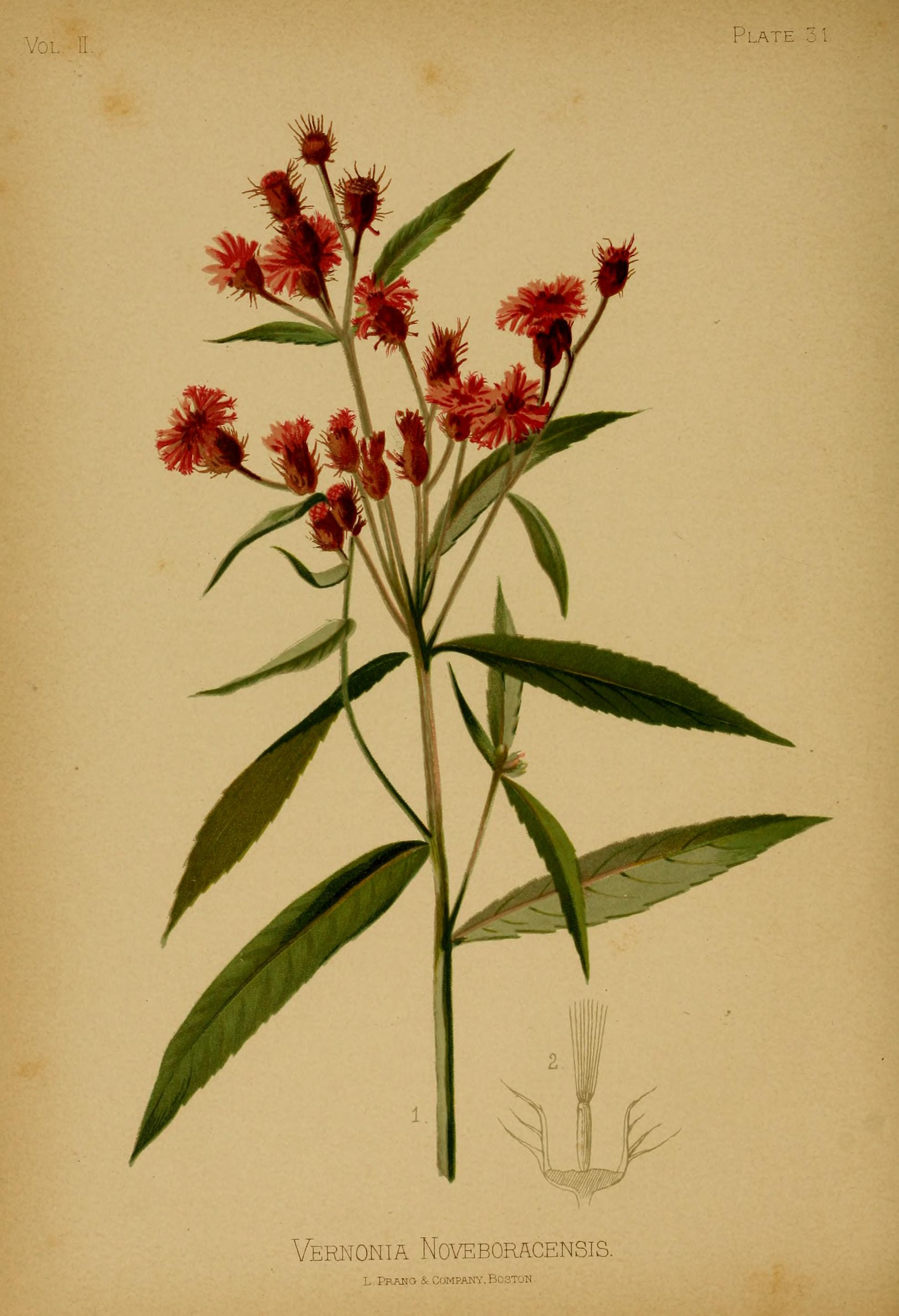
Illustration der New York-Scheinaster (Vernonia noveboracensis) aus The native flowers and ferns of the United States in their botanical, horticultural and popular aspects, 1879

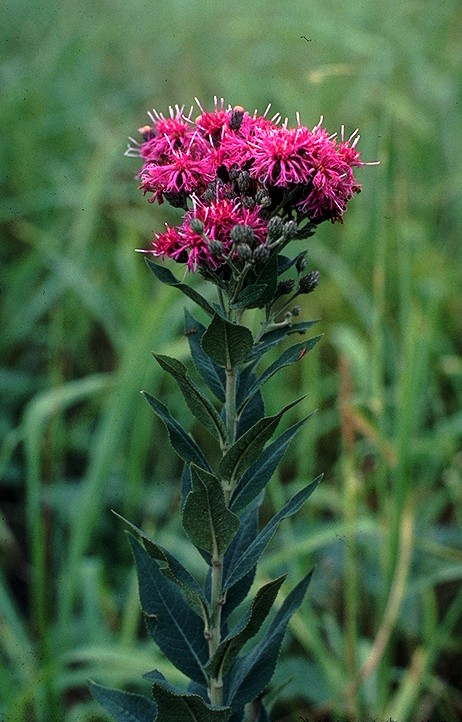
Blütenstand mit körbchenförmigen Teilblütenständen von Vernonia baldwinii

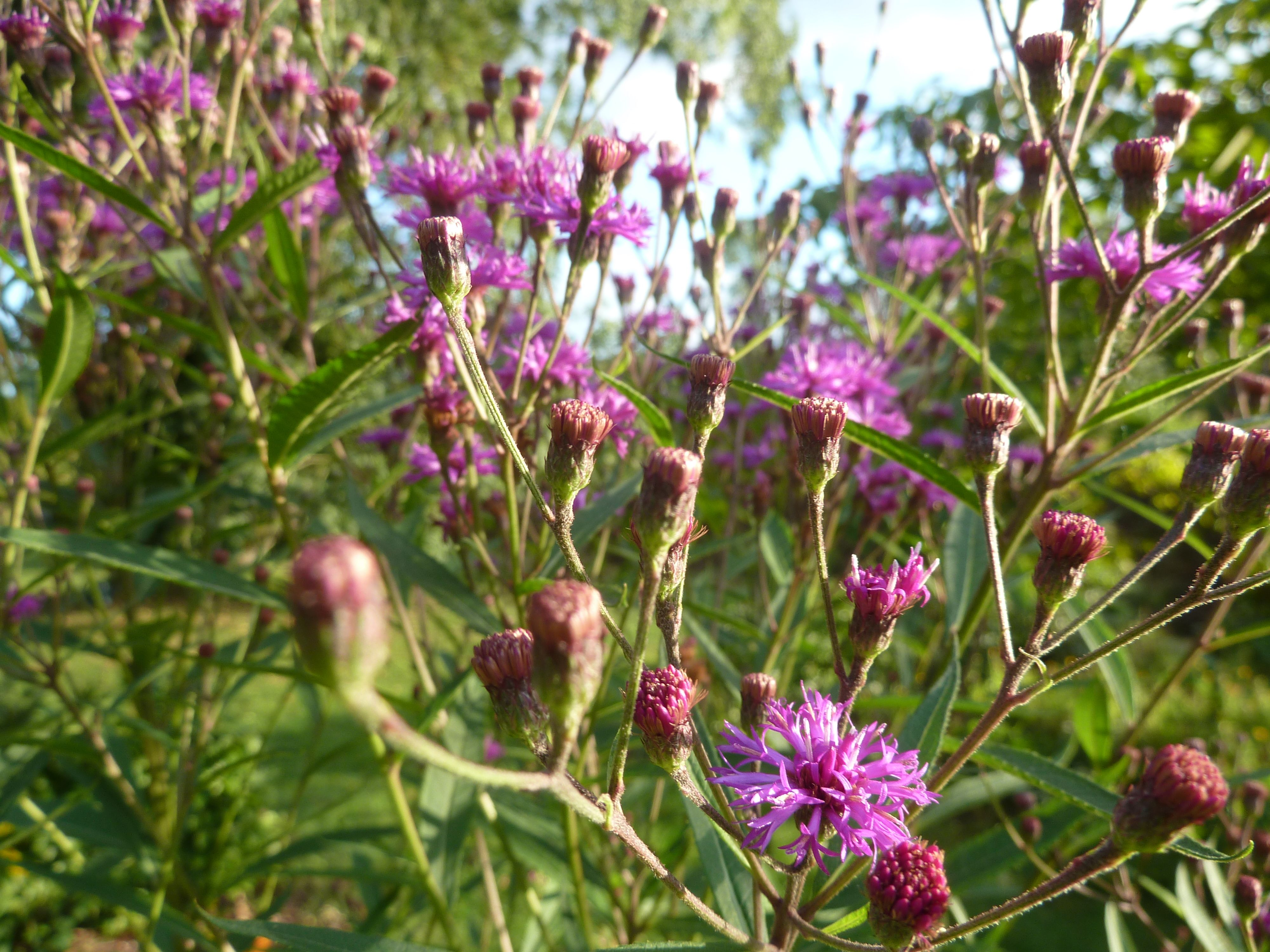
Hohe Scheinaster (Vernonia gigantea)

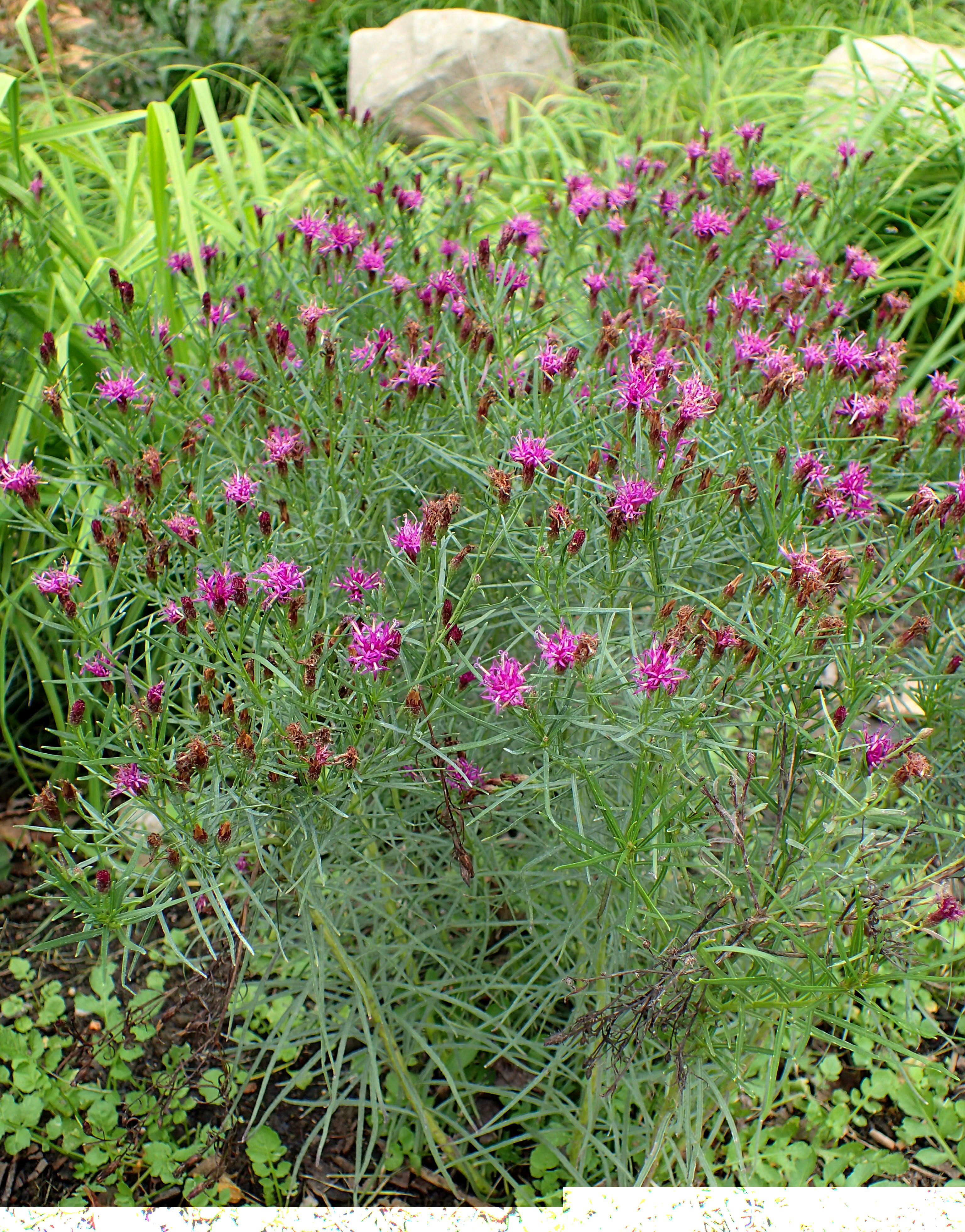
Vernonia lettermanii

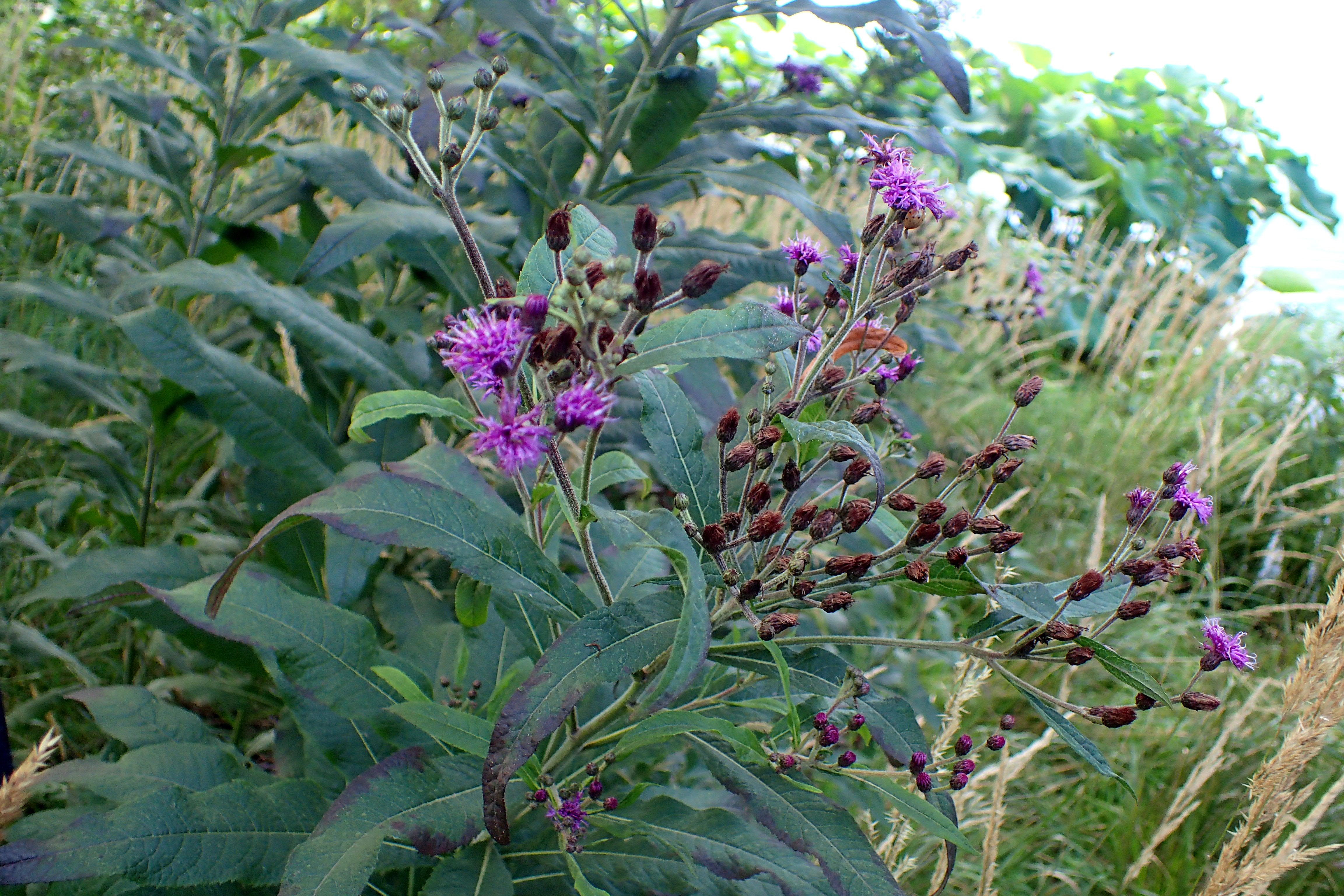
New York-Scheinaster (Vernonia noveboracensis)

### Vegetative Merkmale
Die Scheinaster-Arten sind große, ausdauernde krautige Pflanzen, die meist Wuchshöhen von 20 bis 200 Zentimetern, jedoch auch von mehr als 300 Zentimetern erreichen können. Manche Arten bilden Rhizome.
Die gestielten oder ungestielten Laubblätter stehen nur selten überwiegend in grundständigen Rosetten zusammen, meist sind sie am Stängel verteilt. Die Form der Blattspreiten variiert zwischen eiförmig, elliptisch, lanzettlich, verkehrt-lanzettlich, spatelförmig, lineal oder fadenförmig. Die Basis der Blattspreiten ist mehr oder weniger keilförmig, Ausnahme ist die Art Vernonia pulchella mit einer abgerundet-abgeschnittenen Blattbasis. Die Blattränder sind für gewöhnlich gezähnt, selten ganzrandig, die Blattspitzen sind zugespitzt bis spitz zulaufend. Die Blattunterseiten sind meist mehr oder weniger schuppig bis fein stichborstig oder wollig bis filzig, manchmal unbehaart, für gewöhnlich mit Harzdrüsen bedeckt. Die Blattoberseite ist schuppig oder glatt, nur manchmal mit Harzdrüsen bedeckt.

### Generative Merkmale
In doldentraubigen bis rispigen Gesamtblütenständen mit einem Durchmesser von (6 bis) 10 bis über 25 Zentimetern stehen normalerweise 40 bis 100, aber auch deutlich weniger (6) oder mehr Blütenkörbchen, ohne Tragblätter zusammen. Die körbchenförmigen Blütenstände sind mehr oder weniger gestielt und diskusförmig. Die Hüllblätter sind glockenförmig bis verkehrt kegelförmig oder halbkugelförmig angeordnet, 3 bis 8, selten bis 11 oder mehr cm im Durchmesser. Jeweils 18 bis über 70 Hüllblätter stehen in vier bis mehr als sieben Reihen. Die äußeren Hüllblätter sind eiförmig bis lanzettlich oder pfriemförmig, die inneren mehr oder weniger lanzettlich bis länglich. Alle sind mehr oder weniger papierartig, ganzrandig, oftmals bewimpert, die Spitzen entweder abgerundet, dann manchmal zugespitzt, angespitzt, pfriemförmig oder fadenförmig. Die Oberfläche ist unbehaart oder leicht mit feinen Strichborsten versehen bis filzig, manchmal mit Drüsen besetzt. In jedem Blütenkörbchen befinden sich nur je nach Art 9 bis 30 (manchmal bis 65 oder mehr) Zungenblüten. Die Kronblätter sind zu einer Röhre verwachsen, die oben zu einer Zunge ausgeformt ist, diese hat fünf Kronzipfel, woran man gut erkennen kann, dass die Kronröhre aus fünf Kronblättern gebildet wird. Die Kronblätter sind normalerweise violett oder rosa, selten weiß. Die fünf Kronzipfel sind lanzettlich-linear und mehr oder weniger gleich geformt.
Die Achänen sind mehr oder weniger säulenförmig, manchmal bogenförmig gekrümmt. Sie besitzen acht bis zehn Rippen, sind unbehaart oder geschuppt bis feinborstig und oftmals mit Harzdrüsen besetzt. Der beständige Pappus besteht aus 20 bis zu mehr als 30 äußere, unregelmäßig gezackte bis pfriemförmige Schuppen oder Borsten, sowie 20 bis zu mehr als 40 innere, pfriemförmige bis borstige Schuppen oder Borsten.
Die Chromosomengrundzahl beträgt x = 17.

## Systematik
Die Gattung Vernonia wurde vom deutschen Botaniker Johann Christian Daniel von Schreber 1791 in Genera Plantarum, 2, S. 541 aufgestellt. Die zuvor Serratula noveboracensis L. genannte Art wurde in André Michaux: Flora Boreali-Americana, 2, 1803, S. 95 zur Typusart Vernonia noveboracensis (L.) Michx. Der Gattungsname Vernonia ehrt vermutlich den englischen Pflanzensammler William Vernon, der im  17. und 18. Jahrhundert lebte, jedoch sicher nicht den Ritter des 15. Jahrhunderts William Vernon.
Seit der Veröffentlichung von Harold Ernest Robinson 1999 sind in der Gattung nur noch etwa 20 Arten enthalten, auch 2011 wurden zwei Arten ausgegliedert. Aus der früher sehr artenreichen Gattung wurden viele Arten in andere, teilweise neue, Gattungen ausgegliedert, beispielsweise in die Gattungen Baccharoides, Gymnanthemum, Lepidaploa, Nothovernonia und Vernonella.
Von den nur noch etwa rein neuweltlichen 20 Arten kommen in Nordamerika und Mexiko 17 Arten vor:
- Vernonia acaulis (Walter) Gleason: Sie kommt in den US-Bundesstaaten  Florida, Georgia, North Carolina und South Carolina vor.[3]
- Arkansas-Scheinaster (Vernonia arkansana DC.): Sie stammt aus dem südlichen Nordamerika und, wird in den gemäßigten Gebieten als Zierpflanze kultiviert.
- Vernonia angustifolia Michx.: Sie kommt in den US-Bundesstaaten Alabama, Florida, Georgia, Louisiana, Mississippi, North Carolina und South Carolina vor.[4]
- Vernonia baldwinii Torr.: Sie kommt in den Vereinigten Staaten vor.[4]
- Vernonia blodgettii Small: Sie kommt in Florida und auf den Bahamas vor.[3]
- Vernonia fasciculata Michx.: Sie kommt in Manitoba, in Kentucky und in den nördlichen Vereinigten Staaten vor.[4]
- Vernonia flaccidifolia Small: Sie kommt in den US-Bundesstaaten  Alabama, Georgia und Tennessee vor.[3]
- Hohe Scheinaster (Vernonia gigantea (Walter) Trel. ex Branner & Coville, Syn.: Vernonia altissima Nuttall)
- Vernonia glauca (L.) Willd.: Sie kommt in den östlichen Vereinigten Staaten vor.[4]
- Vernonia larseniae B.L.King & S.B.Jones: Sie kommt in Texas und im mexikanischen Bundesstaat Coahuila vor.[3]
- Vernonia lettermannii Engelm. ex A.Gray: Sie kommt in Arkansas und in Oklahoma vor.[4]
- Vernonia lindheimeri A.Gray & Engelm.: Sie kommt in Arkansas, Texas und im mexikanischen Bundesstaat Coahuila vor.[3]
- Vernonia marginata (Torr.) Raf.: Sie kommt in Kansas, Oklahoma, Colorado, New Mexico, Texas und im mexikanischen Bundesstaat Coahuila vor.[4]
- Vernonia missurica Raf.: Sie kommt in den östlichen Vereinigten Staaten, in Texas und in Illinois, Iowa, Kansas, Missouri und Oklahoma vor.[4]
- New York-Scheinaster (Vernonia noveboracensis (L.) Michx.): Sie ist auf dem nordamerikanischen Festland verbreitet.[4]
- Vernonia pulchella Small: Sie kommt in Georgia und in South Carolina vor.[3]
- Vernonia sechellensis Baker: Sie war auf der Seychellen-Insel Mahé endemisch. Seit 1874 wurde sie nicht mehr gesammelt.
- Vernonia texana (A.Gray) Small: Sie kommt in Arkansas, Louisiana, Mississippi, Oklahoma und Texas vor.[3]

## Bilder
Büschelige Scheinaster (Vernonia fasciculata):

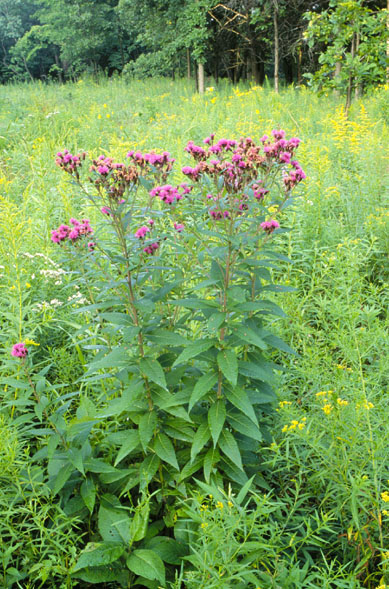
Habitus, Laubblätter und Blütenstände
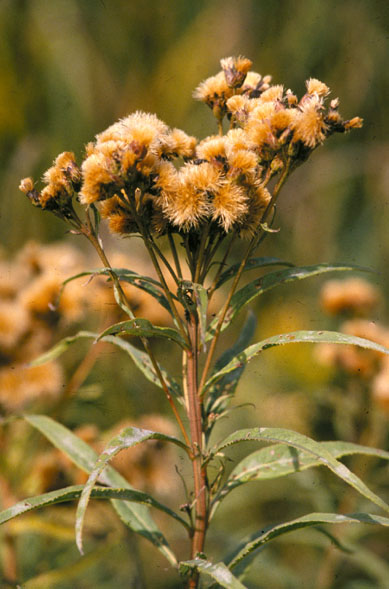
Fruchtstände

## Weiterführende Literatur
- Harold Robinson: The status of generic and subtribal revisions in the Vernonieae. In: D. J. N. Hind, H. J. Beentje (Hrsg.): Compositae: Systematics. Proceedings of the International Compositae Conference, Key, 1994, Volume 1, S. 511–529. Royal Botanic Gardens, Kew, 1996.
- J. Jakupovic, C. Zdero, R. Boeker, U. Warning, F. Bohlmann, S. B. Jones: Vernocistifolide und andere Sesquiterpenlactone aus Vernonia und vervandten Arten. In: Liebig’s Annalen der Chemie, 1987, S. 111–123. doi:10.1002/jlac.198719870204